# Unitat perifèrica d'Acaia
La unitat perifèrica d'Acaia (en grec modern: Αχαΐα, en grec antic: Ἀχαΐα) és una unitat perifèrica situada al nord de la península del Peloponnès, la capital de la qual és Patres; es correspon a l'antiga prefectura d'Acaia. Aquesta regió s'estén sobre uns 6.000 km², del cap Avgo a l'est fins al cap Araxos a l'oest, del golf de Corint fins a la frontera amb l'Èlida i l'Arcàdia d'una part, i Coríntia de l'altra.

## Administració

Municipis d'Acaia: 1 Patres 2 Egialea 3 Acaia occidental 4 Erimant 5 Kalàvrita

| Municipi                         | Antics municipis que l'integren | Seu          |
| -------------------------------- | ------------------------------- | ------------ |
| Egialea                          | Egira                           | Egio         |
| Egialea                          | Egio                            | Egio         |
| Egialea                          | Akrata                          | Egio         |
| Egialea                          | Diakopto                        | Egio         |
| Egialea                          | Erineos                         | Egio         |
| Egialea                          | Sympoliteia                     | Egio         |
| Erimant                          | Farres                          | Khalandritsa |
| Erimant                          | Kalentzi                        | Khalandritsa |
| Erimant                          | Leòntion                        | Khalandritsa |
| Erimant                          | Tritea                          | Khalandritsa |
| Kalàvrita                        | Kalàvrita                       | Kalàvrita    |
| Kalàvrita                        | Aroania                         | Kalàvrita    |
| Kalàvrita                        | Kleitoria                       | Kalàvrita    |
| Kalàvrita                        | Paion                           | Kalàvrita    |
| Patres                           | Patres                          | Patres       |
| Patres                           | Vrachnaiika                     | Patres       |
| Patres                           | Messatida                       | Patres       |
| Patres                           | Paralia                         | Patres       |
| Patres                           | Rio                             | Patres       |
| Acaia occidental (Dytiki Achaia) | Dymi                            | Kato Achaia  |
| Acaia occidental (Dytiki Achaia) | Larissos                        | Kato Achaia  |
| Acaia occidental (Dytiki Achaia) | Movri                           | Kato Achaia  |
| Acaia occidental (Dytiki Achaia) | Olenia                          | Kato Achaia  |

## Història
El relat mític explica que els aqueus, que habitaven arreu del Peloponnès, foren expel·lits del seu territori pels doris i fugiren al nord, al territori anomenat Egialea, poblat per jonis i anteriorment per pelasgs. S'assentaren allà i hi establiren el seu nou regne, anomenat a partir de llavors Acaia.
En època ja històrica, els aqueus fundaren diverses colònies a la Magna Grècia, principalment Síbaris i Crotona. S'estructuraven en dotze polis, que mantenien una certa confederació però funcionaven com a entitats polítiques independents. A l'època hel·lenística aquesta federació es refermà formalment en la Lliga Aquea per fer front a l'enemic macedoni. Gràcies a l'empenta d'Arat de Sició, líder de la Lliga durant unes dècades, gran nombre de ciutats d'arreu del Peloponnès s'afegiren a la Lliga, que va cobrar gran importància política al segle iii aC. La rivalitat amb Esparta i l'afebliment de seu poder militar, però, la portaren a aliar-se amb el seu enemic històric, el Regne de Macedònia, i més tard amb la república romana, de la qual acabaren per esdevenir un satèl·lit. Davant la pèrdua parcial d'independència, els aqueus es revoltaren, però el poder militar romà era molt superior i la derrota fou inapel·lable. El 146 aC els romans destruïren Corint i incorporaren tot el Peloponnès i la resta de Grècia a la República, formant la província romana d'Acaia.